# Kärlek 3000
Kärlek 3000 är en svensk dramafilm från 2008 regisserad av Shahriyar Latifzadeh. Filmen var hans debut som regissör och han spelar även en av huvudrollerna mot bland andra Hanna Alström och Henrik Lundström.

## Handling
Sam har tröttnat på hela Stockholmscirkusen där han känner sig osynlig och ensam. Hans bästisar Alex och Krister försöker förgäves väcka liv i honom. Tills en dag då han av en slump träffar Hanna, som är impulsiv och full av liv. Det märkliga mötet blir till ett magiskt romantiskt dygn och när morgonen kommer är Sam som förtrollad. Men Hanna bär på en mörk hemlighet och nu finns det bokstavligen ingen tid att förlora.

## Rollista
- Hanna Alström – Hanna Nyblom
- Shahriyar Latifzadeh – Sam Minali
- Henrik Lundström – Krister Larsson
- Peter Eggers – Alexander "Alex" Wallin
- Lars Väringer – Hannas pappa
- Titti Hilton – Hannas mamma
- Christian Fiedler	– den äldre mannen
- Mahmoud Mahourvand
- Jonas Lundqvist - Statist